# Хоперсков, Григорий Константинович
Григо́рий Константи́нович Хопёрсков (род. 17 ноября 1946 года) — советский и российский военный деятель, сотрудник ФСБ России, начальник УФСБ России по Чеченской Республике (1999—2000), генерал-лейтенант запаса, Герой Российской Федерации (2000).

## Биография
Родился 17 ноября 1946 года на хуторе Гусев Каменского района Ростовской области. Русский. Окончил среднюю школу. В армии с 1964 года. В 1968 году окончил Ульяновское гвардейское высшее танковое командное училище. Служил замполитом строительной роты 241-го военно-строительного отряда Забайкальского военного округа.
С сентября 1971 года – в кадрах Комитета государственной безопасности (КГБ) при Совете Министров (СМ) СССР (с 1978 года – КГБ СССР). В 1972 году окончил школу № 311 КГБ при СМ СССР в Новосибирске по подготовке сотрудников военной контрразведки. С сентября 1972 года ‒ оперуполномоченный Особого отдела КГБ по 5-й гвардейской танковой дивизии Забайкальского военного округа. С декабря 1973 года ‒ оперуполномоченный, старший оперуполномоченный, заместитель начальника и начальник сектора особого отдела КГБ по Забайкальскому военному округу. С октября 1985 года ‒ начальник 2-го отдела Управления особых отделов КГБ по войскам Западного стратегического направления.
С 1992 года по декабрь 1993 года ‒ заместитель начальника отдела военной контрразведки Министерства безопасности РФ по Туркестанскому военному округу. С апреля 1994 года ‒ заместитель начальника Управления военной контрразведки Федеральной службы контрразведки РФ по Северо-Кавказскому военному округу. С декабря 1994 года ‒ начальник Управления ФСК и ФСБ России по Чеченской Республике.
Участник первой чеченской войны.
С ноября 2000 года — на руководящей должности в управлении ФСБ по Ростовской области.
В феврале 2003 года уволен из ФСБ в запас по состоянию здоровья.
Работал руководителем представительства государственной корпорации «Ростехнологии» в Ростовской области.
Хоперсков — один из организаторов традиционного «Турнира по бильярду среди генералов на кубок Героя России Г. К. Хоперского».

## Награды
- Герой Российской Федерации (19 февраля 2000)
- Орден Кадырова (19 октября 2019) — за значительный вклад в обеспечение законности и правопорядка на территории Чеченской Республики, безупречную службу
- Другие ордена и медали
- Также награждён орденом Атамана Платова (2013)[3]
- Почётный гражданин Ростовской области (23 июня 2022)[4]